# 45 أوجينيا
أوجينيا (أو 45 أوجينيا وفق تسمية الكوكب الصغير) (بالإنجليزية: 45 Eugenia)‏ هو كويكب ضمن حزام الكويكبات؛ وهو الكويكب الخامس والأربعون من حيث ترتيب الاكتشاف.
اكتشف هيرمان غولدشميت هذا الكويكب في السابع والعشرين من يونيو سنة 1857؛ وأسماه «أوجينيا» على شرف أوجيني، زوجة نابليون الثالث.